# Doverlândia
Doverlândia é um município brasileiro do estado de Goiás. O município tem uma população de 6 956 habitantes (2022).

## Área e Demografia
Sua Área é de 3.208 km² representando 0.9432% do Estado, 0.2004% da Região e 0.0378% de todo o território brasileiro. A população urbana constitui 62,27% do total e a população rural em 37,73%. Homens representam 53,21% e mulheres 46,79%.[carece de fontes?]